# 오리엔티어링

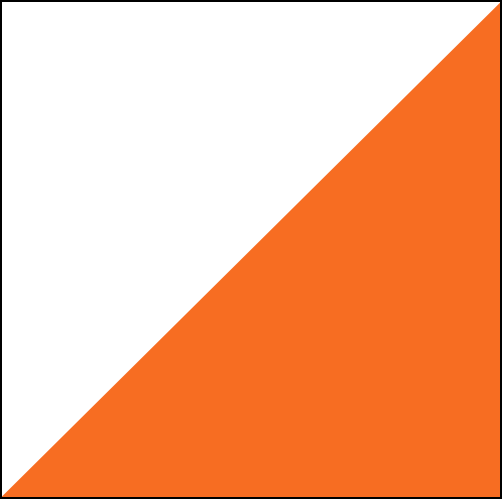
코스 안내에 쓰이는 오리엔티어링 기

오리엔티어링(Orienteering)은 참가자들이 지도와 나침반을 이용하여 다양하고 익숙하지 않은 환경에서 빠른 속도로 이동하면서 지점간을 탐색하는 야외 스포츠이다. 참가자는 지형도를 가지고, 정해진 여러 지점을 찾아가야 한다. 원래는 군대에서 장교들의 훈련을 위해 만들어졌다.

## 오리엔티어링 스포츠
이동 수단에 따라 여러 종류의 오리엔티어링 스포츠가 있다.
- 풋 오리엔티어링
- MTB 오리엔티어링
- 트레일 오리엔티어링
- 스키 오리엔티어링

## 같이 보기
- 모험경주
- 크로스컨트리 달리기
- 지오캐싱
- 랠리
- 길찾기